# قصر الشروانشاهيين
قصر الشروانشاهيين (بالأذرية: Şirvanşahlar sarayı) هو قصر يعود للقرن الخامس عشر. بناه حكام شروان المعروفين بالشروانشاهيين، ووصفته اليونسكو بأنه «إحدى من لآلئ العمارة الأذربيجانية».

## تاريخ القصر

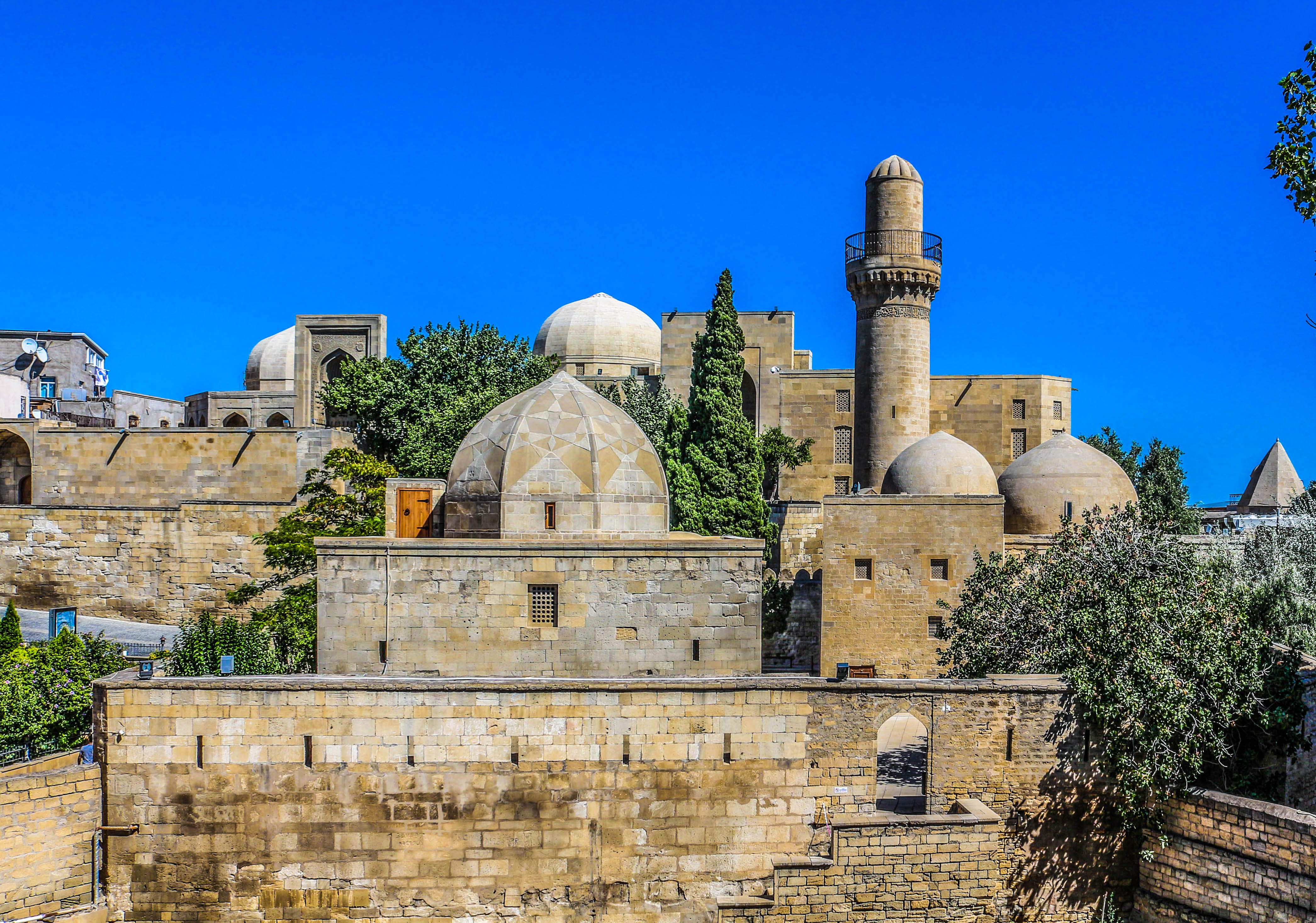
قصر الشروانشاهيين

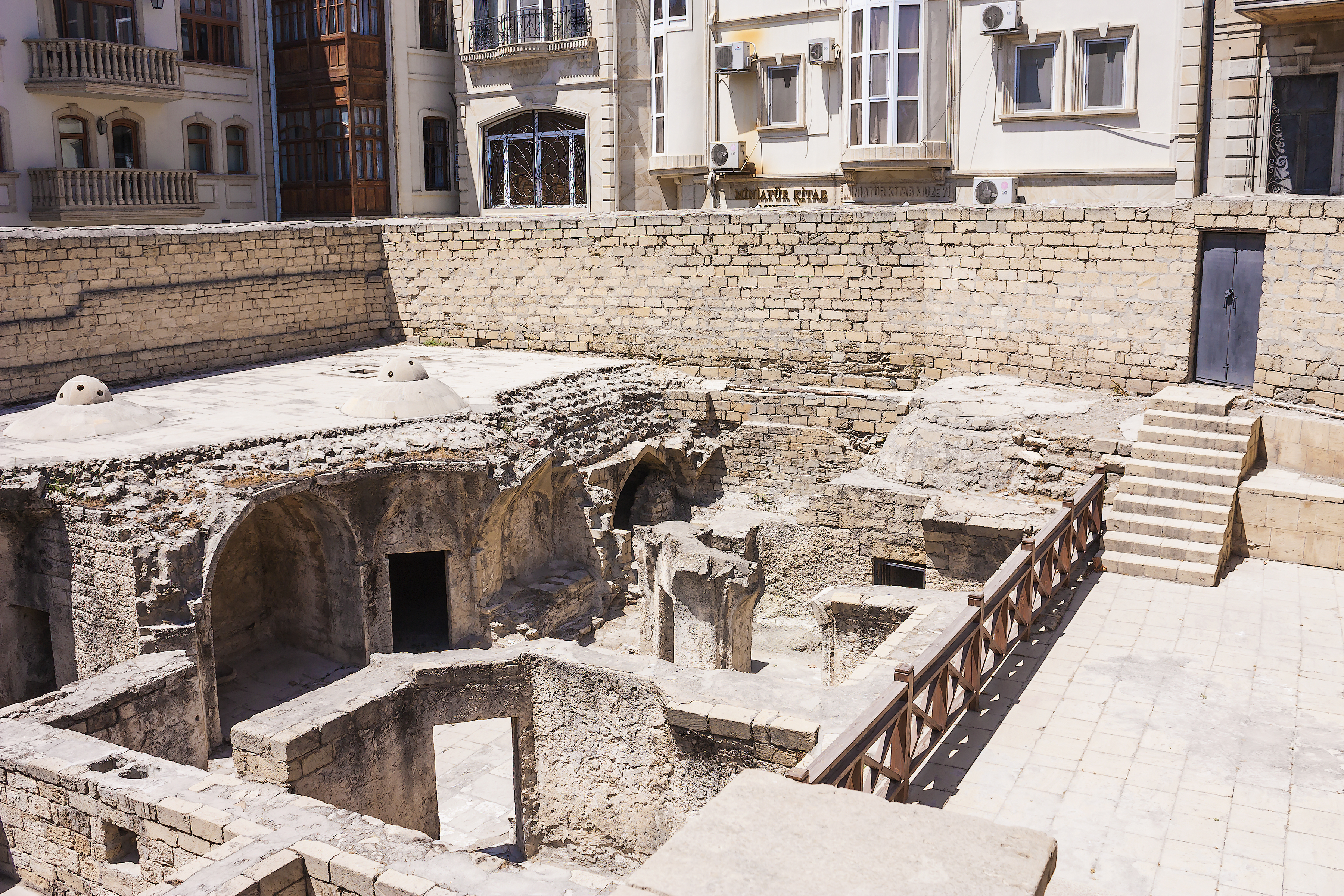
بقايا القصر

يمثل قصر الشروانشاهيين إحدى المعالم التراثية الهندسية لأذربيجان العائدة إلى القرن الرابع عشر. كان هذا القصر مقر إقامة حكام شروان، وهم السلالة الحاكمة في شمال شرق أذربيجان خلال العصور الوسطى. بُني معظم القصر خلال القرن الخامس عشر.
حافظت باكو القديمة على جزء كبير من أسوارها الدفاعية التي يعود تاريخها إلى القرن الثاني عشر للميلاد. ومن صروحها الشهيرة قلعة العذراء (قز قلعة-سي) التي بنيت في القرن القرن الثاني عشر على أسس وركائز تعود إلى القرنين السادس والسابع قبل الميلاد، وقصر الشروانشاهيين الذي بني في القرن الخامس عشر والذي يُعتبر من عيون العمارة في أذربيجان.
من أبرز أقسام هذا القصر الديوان خانة، الذي كان الحاكم يقضي فيه ويحكم على المذنبين بالقصاص. فوق المدخل الجنوبي للقاعة هناك نقوش القرآن الكريم من سورة يونس. وفي الفناء الجنوبي، يقع ضريح بني في النصف الثاني من القرن الخامس عشر، يدعى «ضريح الدرويش» دفن فيه العالم خليل سيد يحيى الباكوي، الذي كان عالمًا بالطب والفلك والرياضيات. إحدى الأساطير المحلية تقول أن اسم مدينة باكو اشتُق من اسم العالم المذكور.
في عام 1964، جُعل القصر متحفًا ومعلمًا وطنيًا محميًا. وفي عام 2000، أُضيفت مجموعة من المعالم المعمارية والثقافية الأذربيجانية الفريدة من نوعها قائمة اليونسكو للتراث العالمي، وفي مقدمتها: الأسوار المحصنة للجزء التاريخي من باكو، وبرج العذراء وقصر الشروانشاهيين.
أعيد ترميم القصر وتجديده عام 2003 وأضيفت إليه عناصر ترفيهية جديدة منذ ذلك الحين مثل العروض الخاصة الصوتية والضوئية التي تُجسد مشاهد بانورامية حية من التطور العسكري للأسرة الشراونية الحاكمة.

## بنائها
يقع قصر الشروانشاهيين في وسط باكو في المدينة القديمة
ارتبط بناء هذا القصر بحدث مهم، وهو نقل عاصمة الشروانشاهيين من شماخي إلى مدينة باكو. المبنى الرئيسي كان أول ما بُني من القصر، ثُم تلته الأبنية الفردية تدريجيًا، ولكن على الرغم من هذا، يبدو هذا المجمع الضخم وكأنه هيكل متكامل واحد.
عثر العلماء على العديد من المقتنيات الأثرية بداخل مجمع القصر، وفي المدينة التاريخية، خلال الحفريات الأثرية، ومن المُقتنيات المُكتشفة: أدوات منزلية، وعملات معدنية تعود إلى ما بين القرن الثاني عشر والخامس عشر، وأوانٍ نحاسية وأسلحة وأدوات زينة تعود للقرن التاسع عشر، بالإضافة إلى آلات موسيقية تعود للقرن الخامس عشر. من المعروضات في القصر: أزياء نسوية وتطريزات ترجع إلى القرن التاسع عشر، وسجاد شماخي يعود إلى القرن التاسع عشر وسجاد باكوية منسوج في القرن السابع عشر. وفي وسط القاعة، يُعرض تصميم للجزء التاريخي من المدينة.